# Aghstev
Aghstev (azerbajdzjanska: Ağstafaçay) är ett vattendrag i Armenien och Azerbajdzjan.
Trakten runt Aghstev består till största delen av jordbruksmark. Runt Aghstev är det ganska tätbefolkat, med 72 invånare per kvadratkilometer.